# Cellenpomp
Een cellenpomp is een pomp, die aanzuigt en perst, doordat cellen of compartimenten in volume groter en kleiner worden. De cellenpomp is een roterende volumetrische pomp of verdringerpomp. Drie soorten cellenpompen zijn de palettenpomp, de waterringpomp en de rootspomp.

## Palettenpomp
Bij een palettenpomp of schottenpomp zitten in de rotor gleuven, waarin paletten of schotten in- en uitschuiven. De rotor en de stator zijn excentrisch. De cellen ontstaan tussen de stator, de rotor en de schotten. Een dergelijke pomp is goedkoop en kan bij verschillende temperaturen werken. Een probleem is de oliesmering. Als die ontoereikend is, dan breken de paletten, of geraakt zelfs de stator beschadigd. Een ander probleem zijn onzuiverheden. Als die in de pomp terecht komen beschadigen die ook de paletten of de stator.

## Waterringpomp
Een waterringpomp werkt met een ring van water in de stator, die door de draaiende beweging van de rotor met schoepen tegen de stator wordt gevormd. De rotor en de stator zijn excentrisch in het pomphuis geplaatst. De cellen ontstaan tussen de rotor, de rotorschoepen en de ring van water. Een dergelijke pomp heeft weinig slijtage, dus is bedrijfszeker, eenvoudig te bedienen, beschikbaar in grote vermogens en werkt met weinig geluid. Een nadeel van een waterringpomp is dat deze moet worden gevuld. De pomp is gevoelig voor vorst, omdat het water er in kan bevriezen.

## Rootspomp
Een rootspomp werkt met twee 8-vormige rotoren, die in een stator draaien. De cellen ontstaat tussen de twee rotoren en de stator. Een dergelijke pomp is bedrijfszeker. Een probleem is dikwijls het geluid. Technisch is ze ook niet geschikt voor heel hoge vermogens.